# Helicigona lapicida
Soucoupe commune
Espèce
Synonymes
- Chilotrema lapicida (Linnaeus, 1758)[1]
- Chilotrema lepicida (Linnaeus, 1758)[1]
- Helicigona (Helicigona) lapicida (Linnaeus, 1758)[1]
- Helix lapicida Linnaeus, 1758[1]

Statut de conservation UICN

 LC  : Préoccupation mineure
Répartition géographique
Helicigona lapicida, communément appelé Soucoupe commune, est un escargot terrestre de la famille des Helicidae, de la sous-famille des Ariantinae.

## Description
La coquille de la Soucoupe commune mesure de 12 à 20 mm de diamètre, est très aplatie et munie d'un ombilic large et profond. Elle est blanche ou brune, avec ou sans flammules rougeâtre ou brunâtre. Le péristome est toujours fin et blanc,.
Sa coquille très aplatie permet à cet escargot de se faufiler facilement entre les fissures des rochers et sous les pierres. Son nom français vient de cette coquille en forme de soucoupe volante. L'épithète lapicida signifiant « tailleur de pierre » provient de sa capacité supposée à ronger les pierres. Herbivore, il ne sort de ses cachettes uniquement lors de fortes pluies.

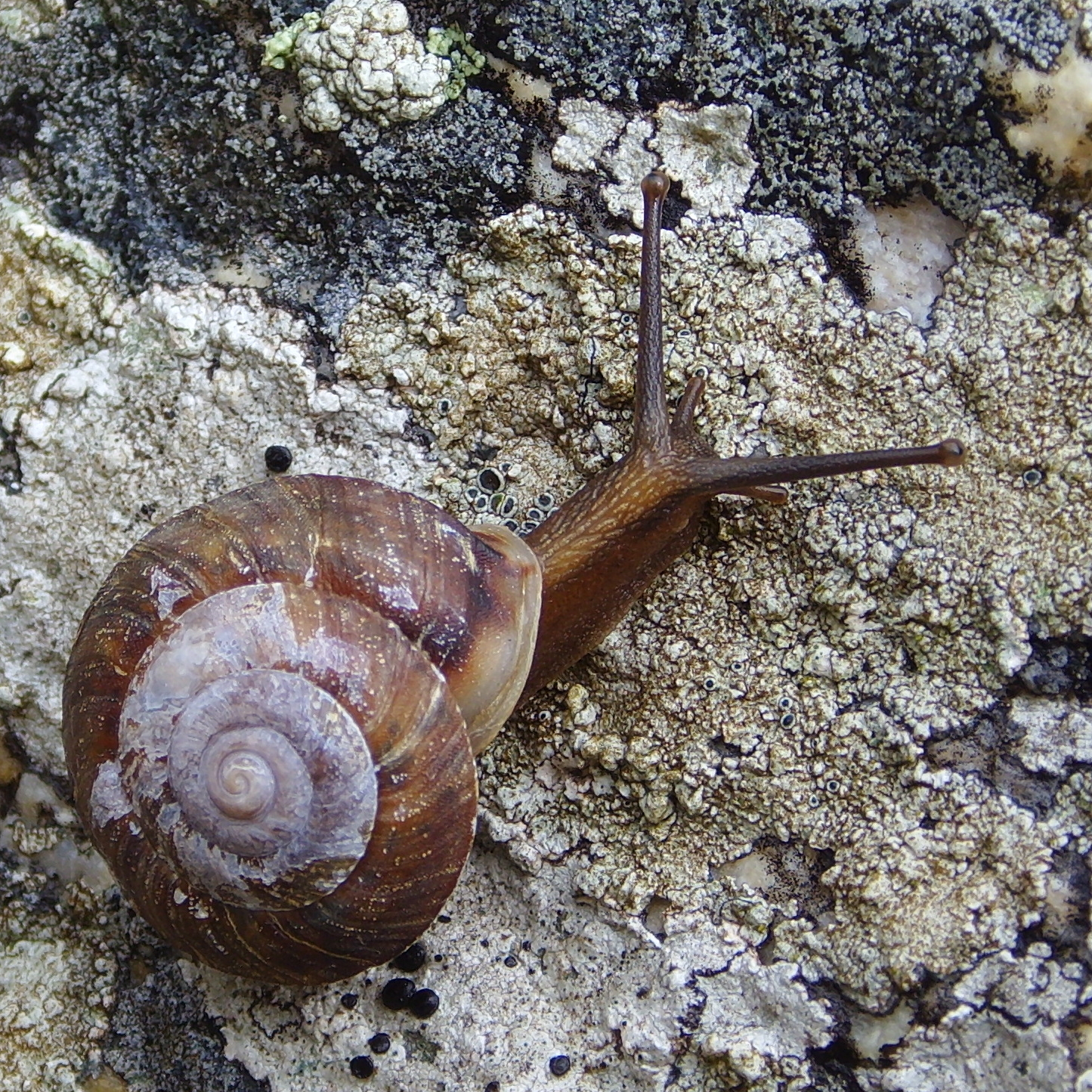
Soucoupe commune Finistère (France)
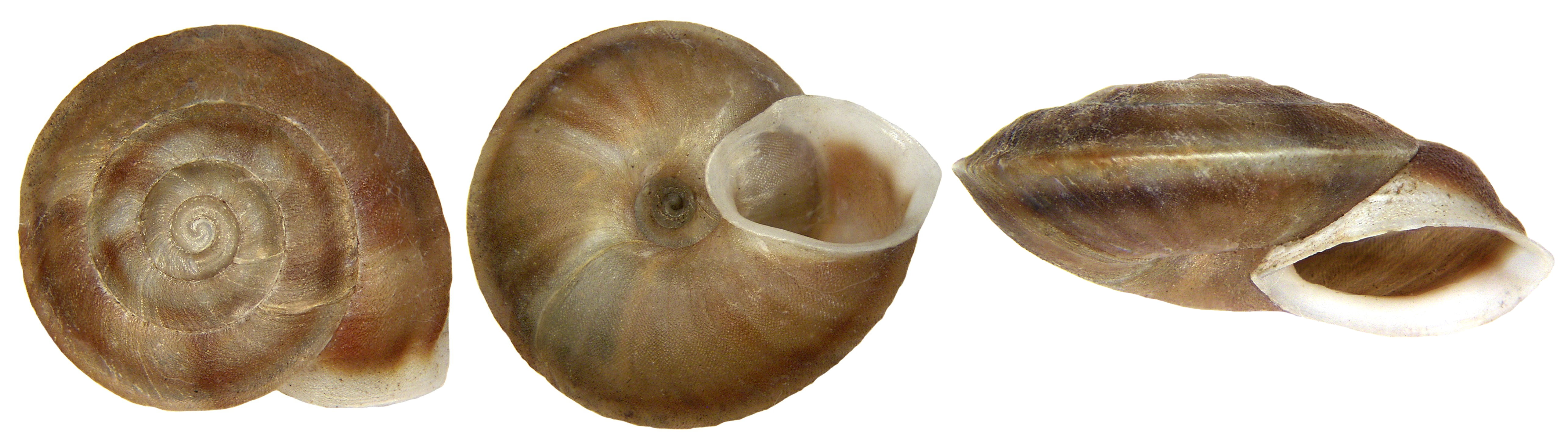
Helicigona lapicida (Bayern, Allemagne)
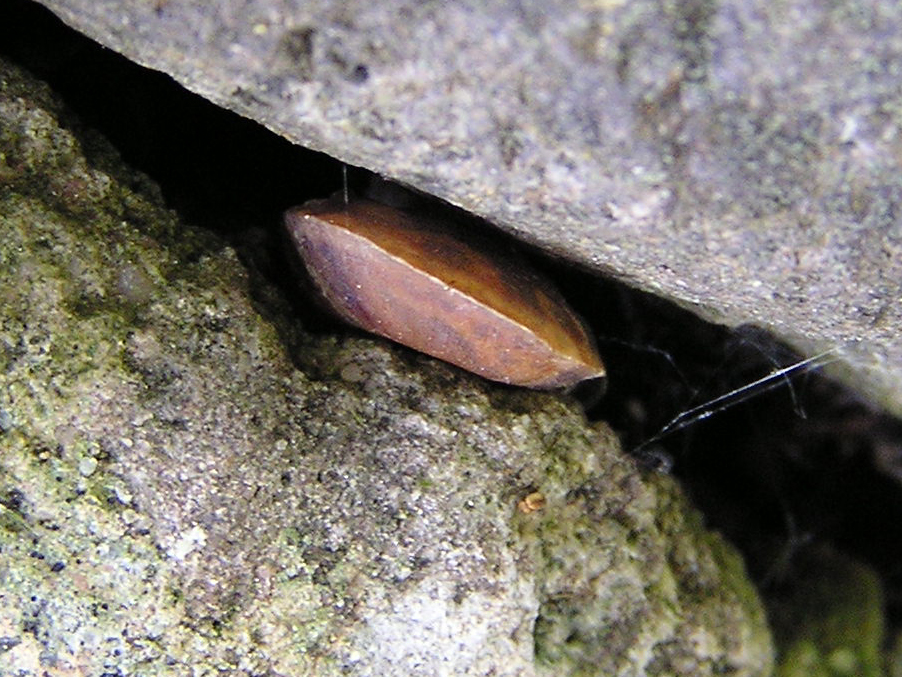
Soucoupe commune (Belgique)
Sous-espèce Helicigona lapicida andorrica

## Répartition et habitat
Cette espèce se rencontre en Allemagne, dans le sud de l'Angleterre, en Andorre, en Autriche, en Belgique, au Danemark, dans nord de l'Espagne, en Finlande, en France, en Italie, en Lettonie, au Liechtenstein, au Luxembourg, en Norvège, aux Pays-Bas, en Pologne, au Portugal, en Russie, en Slovénie, dans le sud de la Suède, en Suisse et en Tchéquie. Elle était présente en Irlande mais pourrait y être désormais éteinte.
Elle recherche les milieux humides, les forêts dans les étages montagnard et collinéen jusqu'à une altitude maximale de 1 700 m.

## Liste des sous-espèces
Selon Catalogue of Life (30 septembre 2018) :
- sous-espèce Helicigona lapicida andorrica (Bourguignat, 1876)
- sous-espèce Helicigona lapicida lapicida (Linnaeus, 1758)

## Confusions possibles
Il est possible de confondre la Soucoupe commune avec Caracollina lenticula et Mastigophallus rangianus. La première espèce est plus petite (7-9 mm de diamètre) et a des stries marquées et régulières sur sa coquille. Elle est propre au littoral méditerranéen. La deuxième espèce mesure jusqu'à 11 mm de diamètre et voit le dernier tour de sa coquille se terminer par une dépression formant une gouttière. Elle est inféodée aux Pyrénées-Orientales.

## Galerie

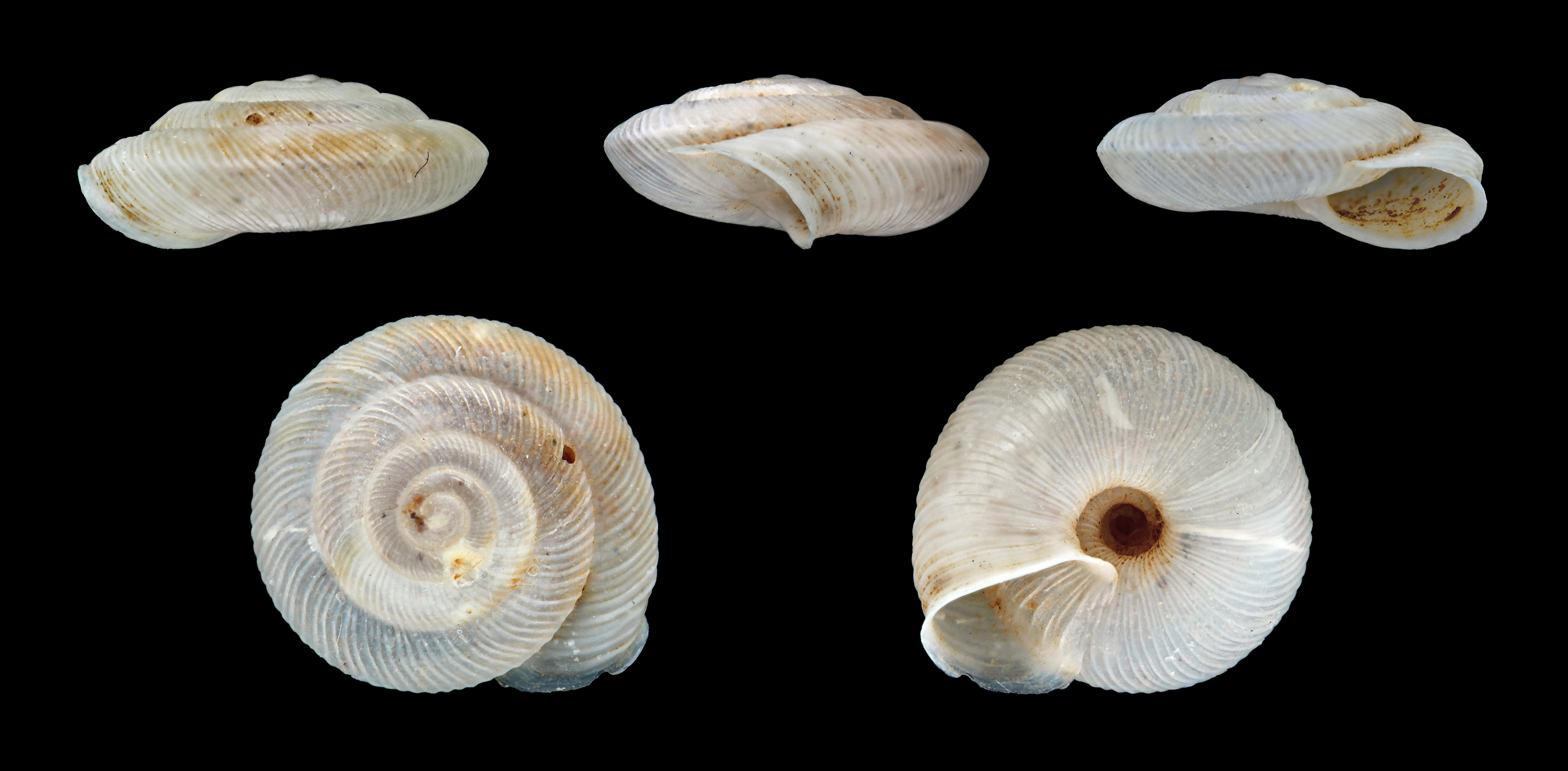
Caracollina lenticula, l'Hélice lenticule
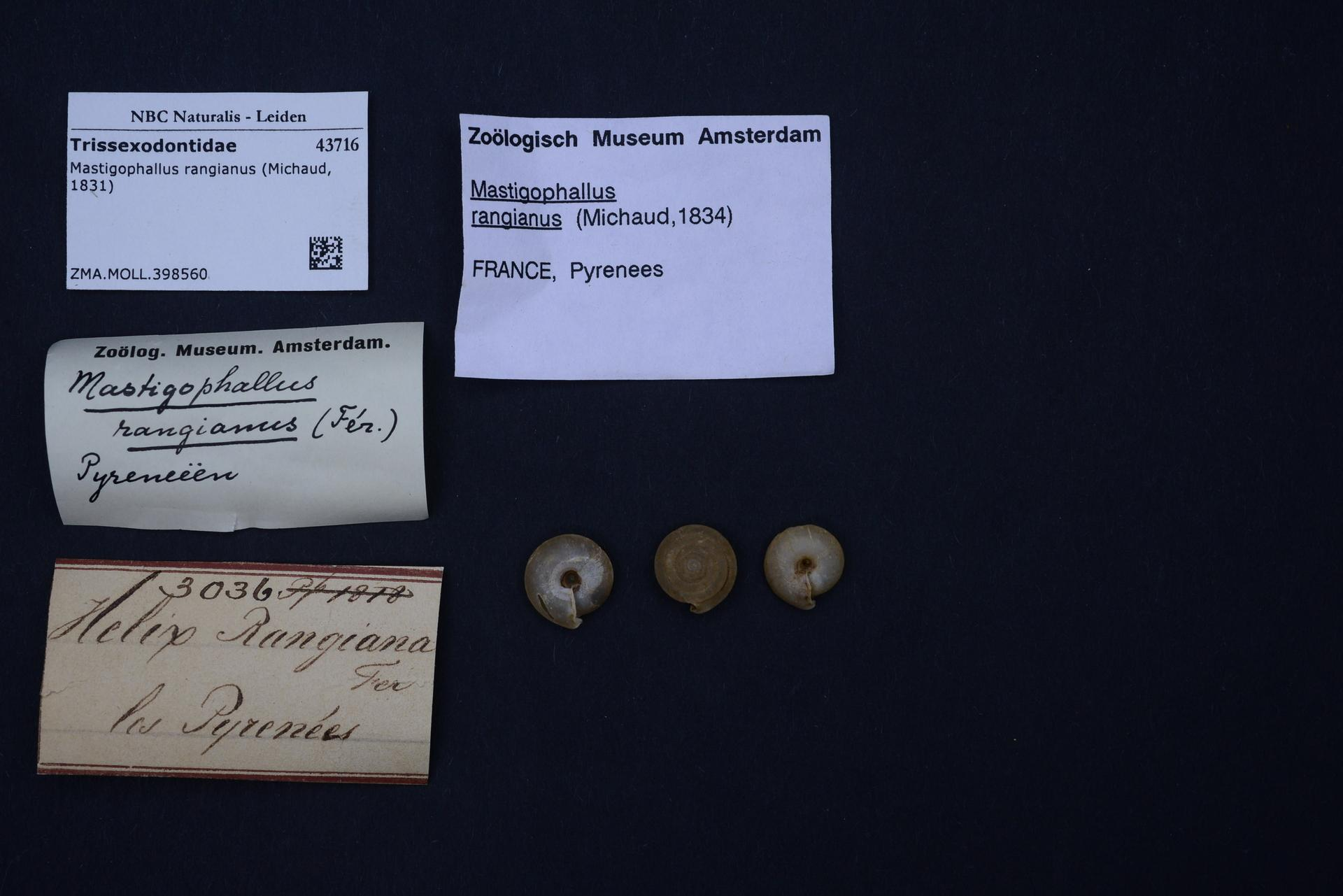
Mastigophallus rangianus, l'Hélice de rang